# 4·25文化會館
4·25文化會館（朝鲜语：／）是位於朝鮮民主主義人民共和國平壤市牡丹峰區域的大型建築。於1975年10月7日建成，佔地面積12萬4,000平方米，建築面積8萬平方平方米。會館由朝鮮人民軍協奏團負責管理運營。起初為紀念朝鮮人民軍創建日而命名為「2·8文化會館」，1978年由於金日成指示將創建日由2月8日改為4月25日，會館也隨之改名。
4·25文化會館集演出、集會等功能於一身，根據在朝鮮舉辦重要活動的類型而調整。如2007年10月2日南北首腦會晤期间，時任最高領導人金正日對前來到訪的韓國總統盧武鉉的歡迎儀式在此舉行。2012年4月26日，朝鮮勞動黨朝鮮人民軍代表會議也在此召開。2016年5月6日，朝鮮勞動黨第七次代表大會也在此召開。